# Goodman Dlamini
Goodman Dlamini là một cầu thủ bóng đá người Nam Phi thi đấu ở vị trí tiền vệ. Anh từng thi đấu cho AmaZulu tại Premier Soccer League ở Nam Phi, và sau đó chuyển đến Free State Stars. Vào ngày 20 tháng 5 năm 2018, he scored the winning goal ở Cúp Nedbank final to lead Stars to their first title in 24 years.